# Lassell
Lassell est un anneau planétaire situé autour de Neptune. Il porte le nom de l'astronome William Lassell, découvreur du satellite de Neptune Triton.

## Caractéristiques
Lassell débute à 53 200 km du centre de Neptune (soit 2,148 fois le rayon de la planète) comme extension de l'anneau Le Verrier, nettement plus lumineux. Il s'étend ensuite sur 4 000 km.
Il fut découvert à partir des photographies prises par la sonde Voyager 2 lors du survol du système neptunien en 1989. Sa désignation temporaire était 1989 N4R, tout comme l'anneau Arago, les deux objets n'ayant pas été distingués initialement.